# Красятицька селищна рада
Крася́тицька се́лищна ра́да — адміністративно-територіальна одиниця та орган місцевого самоврядування в Поліському районі Київської області. Адміністративний центр — селище міського типу Красятичі.

## Загальні відомості
Красятицька селищна рада утворена в 1936 році.
- Територія ради: 19 км²
- Населення ради: 990 осіб (станом на 2001 рік)

## Історія
Київська обласна рада рішенням від 2 березня 2006 року у Поліському районі віднесла село Красятичі Красятицької сільради до категорії селищ міського типу і найменувала селищну раду Красятицька.

## Населені пункти
Селищній раді підпорядковані населені пункти:
- смт Красятичі
- с. Дубова
- с. Міхлівщина
- с. Лісове

## Склад ради
Рада складалася з 15 депутатів та голови.
- Голова ради: Недашківська Тетяна Іванівна

### Депутати
За результатами місцевих виборів 2010 року депутатами ради стали:

#### За суб'єктами висування
| Суб'єкт висування               | Кількість обраних депутатів | %    |
| ------------------------------- | --------------------------- | ---- |
| Партія регіонів                 | 14                          | 87,5 |
| Політична партія «Наша Україна» | 1                           | 6,3  |
| Самовисування                   | 1                           | 6,3  |

#### За округами
| № округу                        | Прізвище, ім'я, по батькові     | Дата визнання обраним | Освіта             | Партійна приналежність                        | Відомості про обраного депутата                                   |
| ------------------------------- | ------------------------------- | --------------------- | ------------------ | --------------------------------------------- | ----------------------------------------------------------------- |
| Партія регіонів                 |                                 |                       |                    |                                               |                                                                   |
| 1                               | Тишко Олександр Володимирович   | 03.11.2010            | середня спеціальна | член Партії регіонів                          | Поліська ЦРЛ оператор газової котельні, оперетор газової котельні |
| 2                               | Недашківська Наталія Валеріївна | 03.11.2010            | вища               | член Партії регіонів                          | Поліське УПСЗН, спеціаліст                                        |
| 3                               | Прокопенко Марія Петрівна       | 03.11.2010            | середня спеціальна | член Партії регіонів                          | ПП «Сімсон», продавець                                            |
| 5                               | Первічко Ніна Борисівна         | 03.11.2010            | вища               | член Партії регіонів                          | Поліське УПСЗН, головний спеціаліст                               |
| 6                               | Редько Олена Григорівна         | 03.11.2010            | вища               | член Партії регіонів                          | Поліська РДА, друкарка                                            |
| 8                               | Шатило Ірина Анатоліївна        | 03.11.2010            | вища               | член Партії регіонів                          | Поліський РВО, бухгалтер                                          |
| 9                               | Томченко Катерина Андріївна     | 03.11.2010            | вища               | член Партії регіонів                          | Поліська РДА, відповідальний черговий                             |
| 10                              | Бондарчук Наталія Вікторівна    | 03.11.2010            | середня            | член Партії регіонів                          | ПП «Сімсон», продавець                                            |
| 11                              | Мишко Наталія Вікторівна        | 03.11.2010            | вища               | член Партії регіонів                          | Красятицька селищна рада, бухгалтер                               |
| 12                              | Костюченко Любов Леонтіївна     | 03.11.2010            | середня            | член Партії регіонів                          | Поліська ЦРЛ, прачка                                              |
| 13                              | Шліхта Віктор Антонович         | 03.11.2010            | середня            | член Партії регіонів                          | Поліська ЦРЛ, оператор                                            |
| 14                              | Белікова Зоя Вікторівна         | 03.11.2010            | середня            | член Партії регіонів                          | Поліська ЦРЛ, санітарка                                           |
| 15                              | Гусєв Олександр Анатолійович    | 03.11.2010            | середня            | член Партії регіонів                          | Поліські електромережі, водій, електромонтер                      |
| 16                              | Маринін Валентин Михайлович     | 03.11.2010            | середня спеціальна | член Партії регіонів                          | Поліська ФЕГГ, диспетчер                                          |
| Політична партія «Наша Україна» |                                 |                       |                    |                                               |                                                                   |
| 7                               | Залозна Ольга Іванівна          | 03.11.2010            | середня спеціальна | член Політичної партії «Наша Україна»         | Красятицький БК, директор                                         |
| Самовисування                   |                                 |                       |                    |                                               |                                                                   |
| 4                               | Гончар Олександр Іванович       | 03.11.2010            | вища               | член Всеукраїнського об'єднання «Батьківщина» | Красятицька дільниця електрозв'язку, електромонтер                |